# Bono (region)
Bono er en af de 16 administrative regioner i Ghana. Den er dannet af resten af Brong-Ahafo-regionen, da Bono Eastregionen og Ahaforegionen blev oprettet.  Sunyani, også kendt som Ghanas grønne by, er den regionale hovedstad. Sunyani regnes for at være den reneste hovedstad og en stor konferencedestination.

## Oprettelse af regionen
Regionen blev skabt efter henholdsvis Ahafo-regionen og Bono East-regionen blev skåret ud af den daværende Brong-Ahafo-region. Dette var for at opfyldelse af et løfte, som kandidaten Nana Akuffo Addo gav i hans præsidentkampagne i 2016. Gennemførelsen af oprettelsen af denne region var henlagt til det da nyoprettede Ministerium for Regional Reorganisering og Udvikling under ledelse af Dan Botwe. Oprettelsen medførte at Brong Ahafo regionen i realiteten ophørte med at eksistere.

## Administrative inddeling
Den politiske administration af regionen er gennem det lokale styresystem bestående af 12 forsamlinger, 5 kommunale og 7 ordinære forsamlinger. Hver distrikts-, kommunal- eller storbyforsamling administreres af en administrerende direktør, der repræsenterer centralregeringen, men som har beføjelser fra en forsamling ledet af et præsiderende medlem valgt blandt medlemmerne selv. Den aktuelle liste er som følger:
| #  | Navn           | Distrikts hovedstad | Type     | Medlem af parlamentet    | Party |
| -- | -------------- | ------------------- | -------- | ------------------------ | ----- |
| 1  | Banda          | Banda Ahenkro       | Ordinær  | Ahmed Ibrahim            | NDC   |
| 2  | Berekum East   | Berekum             | Kommunal | Nelson Kyeremeh          | NPP   |
| 3  | Berekum West   | Jinijini            | Ordinær  | Kwaku Agyenim-Boateng    | NPP   |
| 4  | Dormaa Central | Dormaa-Ahenkro      | Kommunal | Kwaku Agyeman-Manu       | NPP   |
| 5  | Dormaa East    | Wamfie              | Ordinær  | Paul Apreku Twum Barimah | NPP   |
| 6  | Dormaa West    | Nkrankwanta         | Ordinær  | Vincent Oppong Asamoah   | NDC   |
| 7  | Jaman North    | Sampa               | Ordinær  | Frederick Yaw Ahenkwah   | NDC   |
| 8  | Jaman South    | New Drobo           | Kommunal | Williams Okofo-Dateh     | NDC   |
| 9  | Sunyani        | Sunyani             | Kommunal | Kwasi Ameyaw Cheremeh    | NPP   |
| 10 | Sunyani West   | Odumase             | Ordinær  | Ignatius Baffour Awuah   | NPP   |
| 11 | Tain           | Nsawkaw             | Ordinær  | Adama Sulemana           | NDC   |
| 12 | Wenchi         | Wenchi              | Kommunal | Haruna Seidu             | NDC   |

Områdets topografi er hovedsageligt lavt, ikke over 152 meter over havets overflade. Den har fugtig halvløvskov og jorden er meget frugtbar. Regionen producerer handelsafgrøder som cashewnødder, tømmer osv., og fødevareafgrøder som majs, kassava, plantain, cocoyam, tomater og mange andre.

## Beliggenhed og størrelse
Bono-regionen deler en grænse mod nord med regionen Savannah, har mod vest landegrænse til Elfenbenskysten, mod øst ligger Bono East og mod syd Ahaforegionen .
Den havde i 2021 en befolkning på omkring 1.208.649 mennesker, ifølge folketællingen fra Ghanas statistiske tjeneste. 

## Turisme og parker
- Bui nationalpark, som er 1.821 km² stor og dækker en del af Black Volta- floden, er hjemsted for flere arter af antiloper og en række forskellige fugle. Den er også kendt for sin bestand af flodheste. Turisten kan tage et krydstogt på Black Volta-floden gennem nationalparken.
- Buidæmningen, der ligger ved bunden af Bandabjergene, blev bygget for at forbedre Ghanas energibehov.[5]
- Duasidan Monkey Sanctuary, beliggende 10 km sydvest for Dormaa Ahenkro, er vært for en sjælden race af Mona-aber.[5]